# Dụ ngôn Ngọc quý

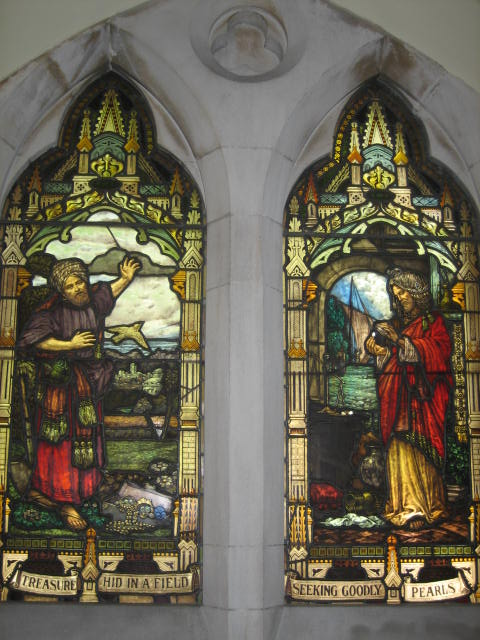
Dụ ngôn Kho báu (bên trái) đi cùng với dụ ngôn Ngọc quý (bên phải), tác phẩm kính màu ghép tại Nhà thờ Scots', Melbourne thuộc Giáo hội Trưởng lão

Dụ ngôn Ngọc quý là một trong số những dụ ngôn của Chúa Giêsu được chép trong chương 13 của sách Tin Mừng theo thánh Mátthêu (Mátthêu 13:45–46), qua đó tỏ bày giá trị lớn lao của Nước Thiên Đàng.
Đây là dụ ngôn đứng ở vị trí áp cuối của Mátthêu 13, đứng liền sau dụ ngôn Kho báu với cùng chủ đề và đứng liền trước dụ ngôn Chiếc lưới. Dụ ngôn Ngọc quý không xuất hiện trong hai sách Phúc Âm Nhất Lãm còn lại, tuy nhiên một dị bản của dụ ngôn này được tìm thấy trong một tài liệu ngoài quy điển Kinh Thánh là sách Tin Mừng theo thánh Tôma, nằm ở Lời phán số 76. Dụ ngôn này từng được minh họa bằng tranh bởi nhiều họa sĩ, trong số đó có Domenico Fetti.
Sau đây là bản văn của dụ ngôn:
| “                                                         | Nước Trời lại cũng giống như chuyện một thương gia đi tìm ngọc đẹp. Tìm được một viên ngọc quý, ông ta ra đi, bán tất cả những gì mình có mà mua viên ngọc ấy. | ” |
| — Mátthêu 13:45–46, Nhóm Phiên dịch Các giờ kinh Phụng vụ | |   |

## Tin Mừng theo thánh Tôma
Dị bản của dụ ngôn Ngọc quý xuất hiện trong sách Tin Mừng theo thánh Tôma của phái Ngộ giáo có nội dung như sau (Lời phán số 76):
| “                                                           | Jesus said, "The Father's kingdom is like a merchant who had a supply of merchandise and found a pearl. That merchant was prudent; he sold the merchandise and bought the single pearl for himself. So also with you, seek his treasure that is unfailing, that is enduring, where no moth comes to eat and no worm destroys." Lược dịch: Chúa Giêsu nói: "Nước của Chúa Cha giống như chuyện một thương gia tìm được viên ngọc quý. Thương gia ấy là một người khôn ngoan; ông ta đã bán những hàng hóa mình có và mua viên ngọc trai duy nhất ấy cho mình. Cũng vậy, anh em hãy đi tìm những kho tàng trường cửu, bền vững của Chúa Cha, nơi mối mọt không đến cắn phá và sâu bọ không làm hư nát." | ” |
| — Tin Mừng theo thánh Tôma 76, bản dịch của Patterson/Meyer | |   |

Dị bản của dụ ngôn Kho báu của sách Tin Mừng này không đi liền trước dụ ngôn Ngọc quý mà xuất hiện ở Lời phán số 109. Tuy nhiên, việc Lời phán số 76 đề cập đến "kho báu" dường như phản ánh nguồn gốc của Tin Mừng Thánh Tôma với các dụ ngôn được đặt liền kề nhau, để cho cặp dụ ngôn ban đầu có thể được "tách rời, đặt trong các ngữ cảnh riêng biệt, và mở rộng theo một phương pháp đặc trưng của văn học dân gian." Theo thuyết Ngộ giáo, viên ngọc quý tượng trưng cho Chúa Giêsu hoặc là bản ngã chân thật. Trong sách Công vụ thánh Phêrô và nhóm Mười Hai của phái Ngộ giáo, cũng được tìm thấy bên cạnh Tin Mừng theo thánh Tôma tại thư viện Nagʿ Ḥammādī, thân phận của người thương gia ngọc quý Lithargoel về sau được tiết lộ là chính Chúa Giêsu.